# Gabriella Tucci
Pour les articles homonymes, voir Tucci.
Gabriella Tucci (née le 4 août 1929 à Rome et morte dans la même ville le 9 juillet 2020,,) est une soprano lirico-spinto italienne.

## Biographie
Gabriella Tucci étudie à Rome avec Leonardo Filoni, qu'elle épouse. Elle débute à Lucques en 1951, dans le rôle-titre de La traviata. L'année suivante, elle chante Leonora de La forza del destino, aux côtés de Beniamino Gigli. En 1953, elle paraît à Florence dans le rôle de Glauce de Medea, auprès de Maria Callas. Elle chante alors à l'Opéra de Rome, à La Scala de Milan, aux Arènes de Vérone, etc,.
En 1955, elle effectue une tournée en Australie, et chante à Londres en 1959, en Mimi de La Bohème. L'année suivante, elle débute au Royal Opera House de Londres (Aida et Tosca).
Très appréciée dans les pays anglo-saxons pour la pureté de sa voix et son style décanté, elle débute à l'Opéra de San Francisco en 1959, en Maddalena d'Andrea Chénier, et l'année suivante au Metropolitan Opera de New York, en Madame Butterfly, où elle chantera régulièrement jusqu'en 1972 (Leonora, Violetta, Amelia, Desdemona, Alice Ford, Marguerite, Euridice, etc). 
Elle a aussi tenu le rôle d'Elvira dans I puritani avec Pavarotti dans un enregistrement de 1968.
Elle parait également à Chicago, Dallas, Philadelphie, Nouvelle-Orléans, Houston, tout en poursuivant une carrière internationale qui l'amène à se produire à Buenos Aires, Moscou, Monte-Carlo, Vienne, Munich, Berlin, Tokyo.  
Gabriella Tucci n'a laissé que deux enregistrements commerciaux, Il trovatore, aux côtés de Franco Corelli, et Pagliacci, aux côtés de Mario del Monaco, mais peut être aussi entendue dans quelques enregistrements live.

### Sources
- Harold Rosenthal, John Warrack, Roland Mancini et Jean-Jacques Rouveroux, Guide de l'opéra, Paris, Fayard, coll. « Les indispensables de la musique », 1995, 968 p. (ISBN 978-2-213-59567-2)